# Конармейская (станция)
Конармейская — железнодорожная станция, расположенная в станице Кировская Кагальницкого района Ростовской области на однопутной неэлектрифицированной железнодорожной линии Батайск — Сальск. До 1986 года станция Конармейская носила название Злодейская.

## Деятельность станции
В хозяйстве станции имеется четыре приёмо-отправочных и два подъездных пути. Базирующийся здесь маневровый локомотив обрабатывает грузы не только на Конармейской, но и на соседних станциях – Мокрый Батай, Кагальник, Зерноград, Мечетинская.
На станции Конармейская был построен грузовой двор.
На станции производится:
Приём и выдача повагонных отправок грузов, допускаемых к хранению на открытых площадках станций.
Приём и выдача грузов повагонными и мелкими отправками, загружаемых целыми вагонами, только на подъездных путях и местах необщего пользования.
Приём и выдача повагонных отправок грузов, требующих хранения в крытых складах станций.

## Пассажирское пригородное сообщение
Расписание пригородных поездов по станции Конармейская:
| Номер     | Маршрут пригородного поезда   |
| 6811      | Сальск — Ростов-Главный       |
| 6830/6820 | Ростов-Главный — Куберле      |
| 6815/6813 | Волгодонская — Ростов-Главный |
| 6814/6816 | Ростов-Главный — Волгодонская |
| 6812      | Ростов-Главный — Сальск       |
| 6819/6829 | Куберле — Ростов-Главный      |